# قطعنامه ۸۵۰ شورای امنیت
قطعنامه ۸۵۰ شورای امنیت سازمان ملل متحد که در تاریخ ۰۹ جولای ۱۹۹۳ تصویب شد، سندی بین‌المللی دربارهٔ موزامبیک است. این قطعنامه طی نشست ۳۲۵۳ام با ۱۵ رای موافق، ۰ مخالف و ۰ ممتنع تصویب شد.